# NGC 504
NGC 504 (również PGC 5084 lub UGC 935) – galaktyka soczewkowata (S0), znajdująca się w gwiazdozbiorze Ryb. Odkrył ją John Herschel 22 listopada 1827 roku.